# بنچ‌رست

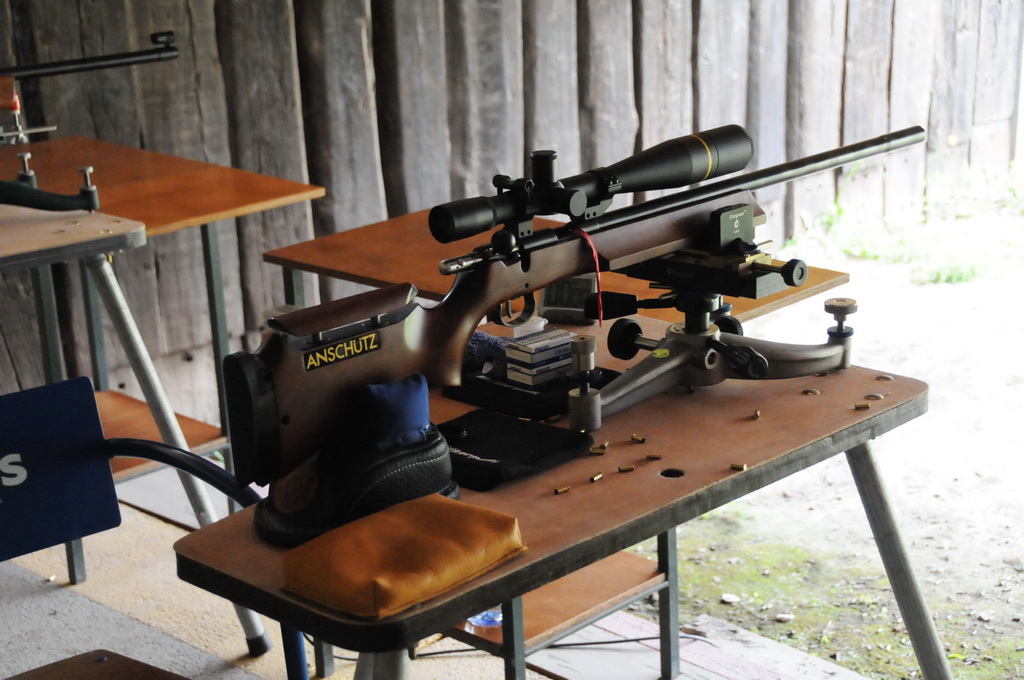
یک تفنگ بنچ‌رست آنشوتس ساخت ۱۹۰۳.

تیراندازی بنچ‌رست یکی از رشته‌های تیراندازی است که شروع آن به صورت امروزی در کشور ایالات متحده آمریکا و سالهای پایانی دهه چهل میلادی بوده‌است. بنچ‌رست در آغاز تنها شامل تیراندازی با تفنگ‌های سنترفایر گلوله زنی به اهداف کاغذی بود. در دهه‌های اخیر بنچ‌رست تفنگ ریم فایر و بادی نیز دارای تشکل‌ها و مسابقات جداگانه‌ای شده‌است.
در این شیوه با سلاح‌های بسیار دقیق به دو روش جمع تیر و امتیازی به اهداف کاغذی در فواصل ثابت و مشخص تیراندازی می‌کنند. سلاح‌ها در این رشته بر روی پایه‌های ویژه‌ای به نام رست قرار گرفته و خود این پایه‌ها نیز بر روی یک میز قرار می‌گیرند. واژه بنچ‌رست برگرفته از تجهیزات مورد استفاده در این رشته‌است. تیراندازی بنچ‌رست دارای رشته‌هایی مانند سنترفایر، ریم‌فایر و بادی است که با توجه به هر رشته، تفنگ‌های متفاوتی توسط تیراندازان مورد استفاده قرار می‌گیرد. سلاح و تجهیزات مورد استفاده تیراندازان بنچ‌رست برای رسیدن به بالاترین سطح دقت و عملکرد، بهینه‌سازی و تنظیم می‌شوند. اصلاح یا تعویض لوله، تنظیم یا تعویض دستگاه ماشه، آماده‌سازی دستی مهمات (فشنگ و چاشنی‌ها) در رشته سنترفایر و استفاده از قنداق‌های اختصاصی بنچ‌رست از جمله این بهینه‌سازی‌هاست.